# EXPAL BR-250
EXPAL BR-250 – hiszpańska bomba odłamkowo-burząca wagomiaru 250 funtów. Bomba jest odpowiednikiem amerykańskiej Mark 81.